# Résidence Qinghai-Xining de Ma Bufang
 (juin 2013).
Si vous disposez d'ouvrages ou d'articles de référence ou si vous connaissez des sites web de qualité traitant du thème abordé ici, merci de compléter l'article en donnant les références utiles à sa vérifiabilité et en les liant à la section « Notes et références ».
La résidence Qinghai-Xining de Ma Bufang (chinois : 青海西宁马步芳公馆 ; pinyin : Qīnghǎi Xīníng Mǎ Bùfāng gōngguǎn) est un musée installé dans l'ancienne résidence de Ma Bufang (马步芳公馆, Mǎ Bùfāng gōngguǎn), musulman Hui, dirigeant militaire du Qinghai pour le compte du gouvernement chinois du Guomindang, sous la République de Chine, de 1911 à 1949 (sa famille avait déjà cette charge à la fin de la dynastie Qing mandchoue. Le musée est classé 4A par le gouvernement chinois.
En 1949, la résidence devint le quartier général du parti communiste chinois puis, en 1966, celui des gardes-rouges.
Le musée regroupe, outre les bâtiments d'époque, restaurés à plusieurs périodes et comportant de nombreux éléments en marbre, différents objets et documents de l'époque où Ma Bufang dirigeait la région pour le compte du Guomindang.
On peut y voir notamment :
- des photos d’événements politiques et militaires de la région de cette époque, jusqu'à l'arrivée de l'Armée populaire de libération ;
- les différents bâtiments des résidents, celui de Ma Bufeng, celui de son épouse et ceux des invités, où sont conservés un certain nombre de meubles et d'objets ; on peut y voir notamment un pousse-pousse, signe de l'influence japonaise sur la Chine de l'époque, différents billets et pièces, des armes, des objets quotidiens ;
- un bâtiment présentant les différentes cultures (vêtements, mobiliers, outils, arts) des minorités ethniques de la région : Zang et Tus, ainsi que Mongols, Huis, Salars ;
- Une jeep et une moto de l'armée des États-Unis aux couleurs du Guomindang, fournies à cette époque par l'armée américaine à l'armée de la République de Chine.

## Galerie photo

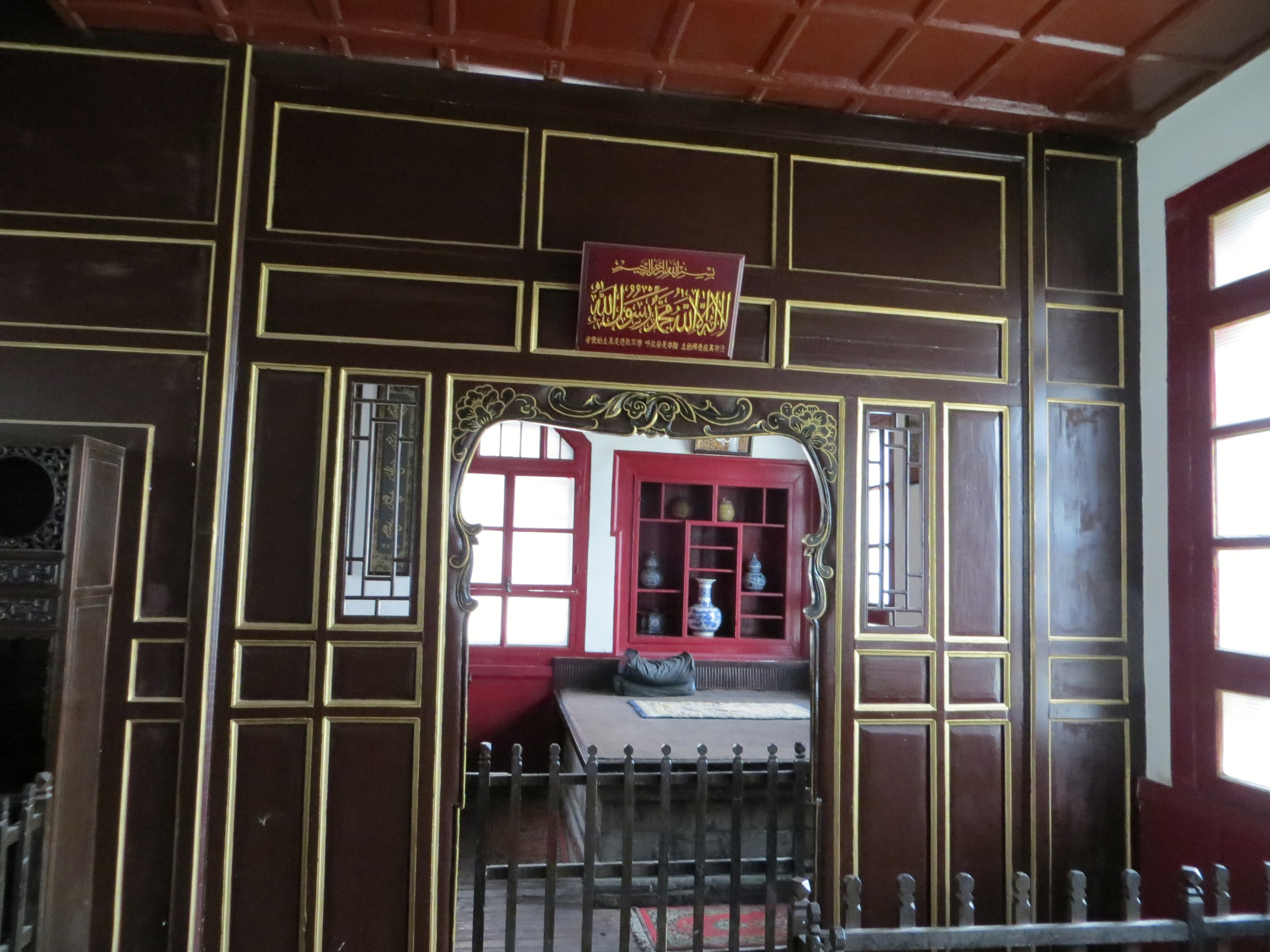
Chambre à coucher de Ma Bufang.
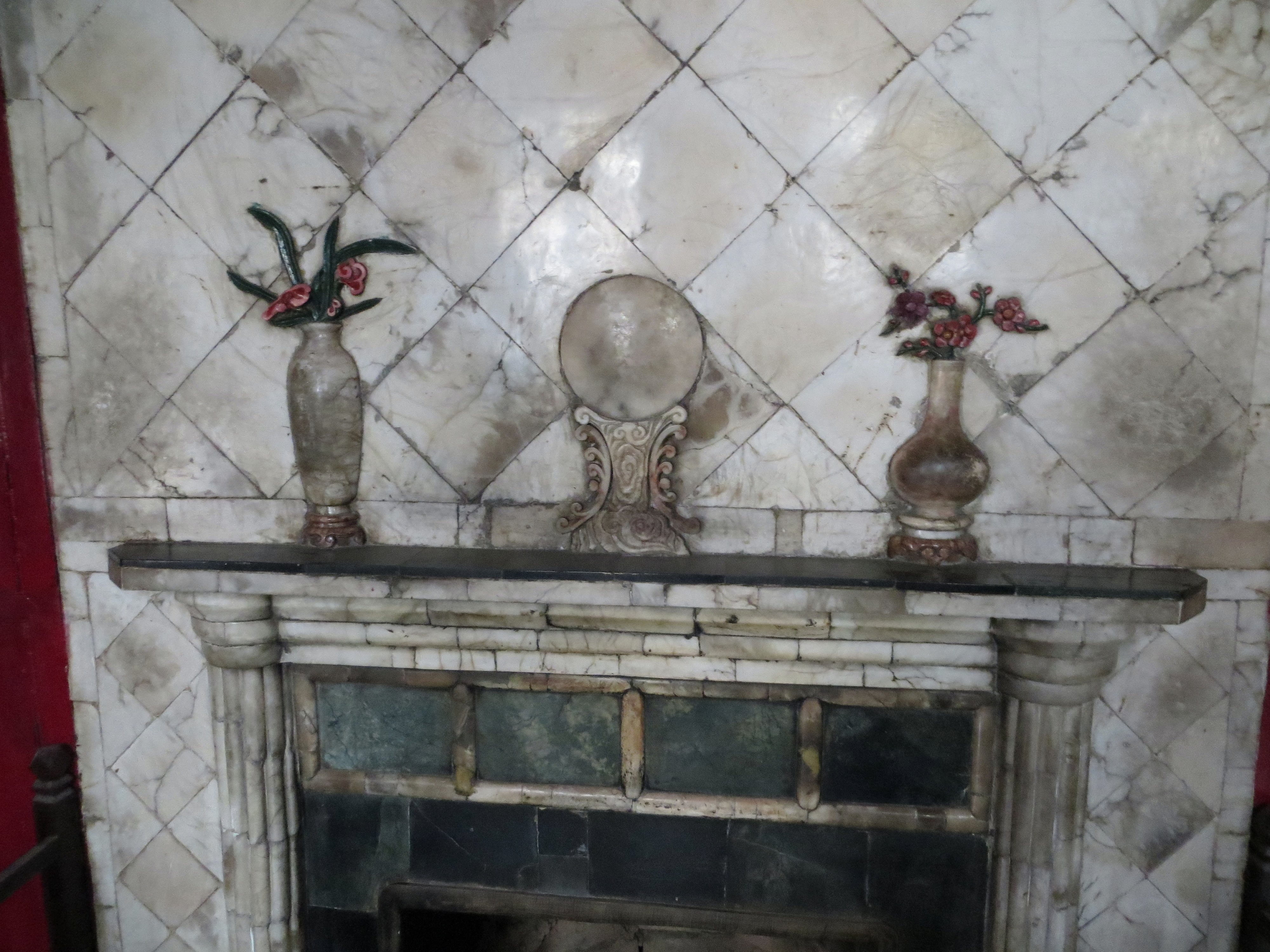
Cheminée et mur de jade.
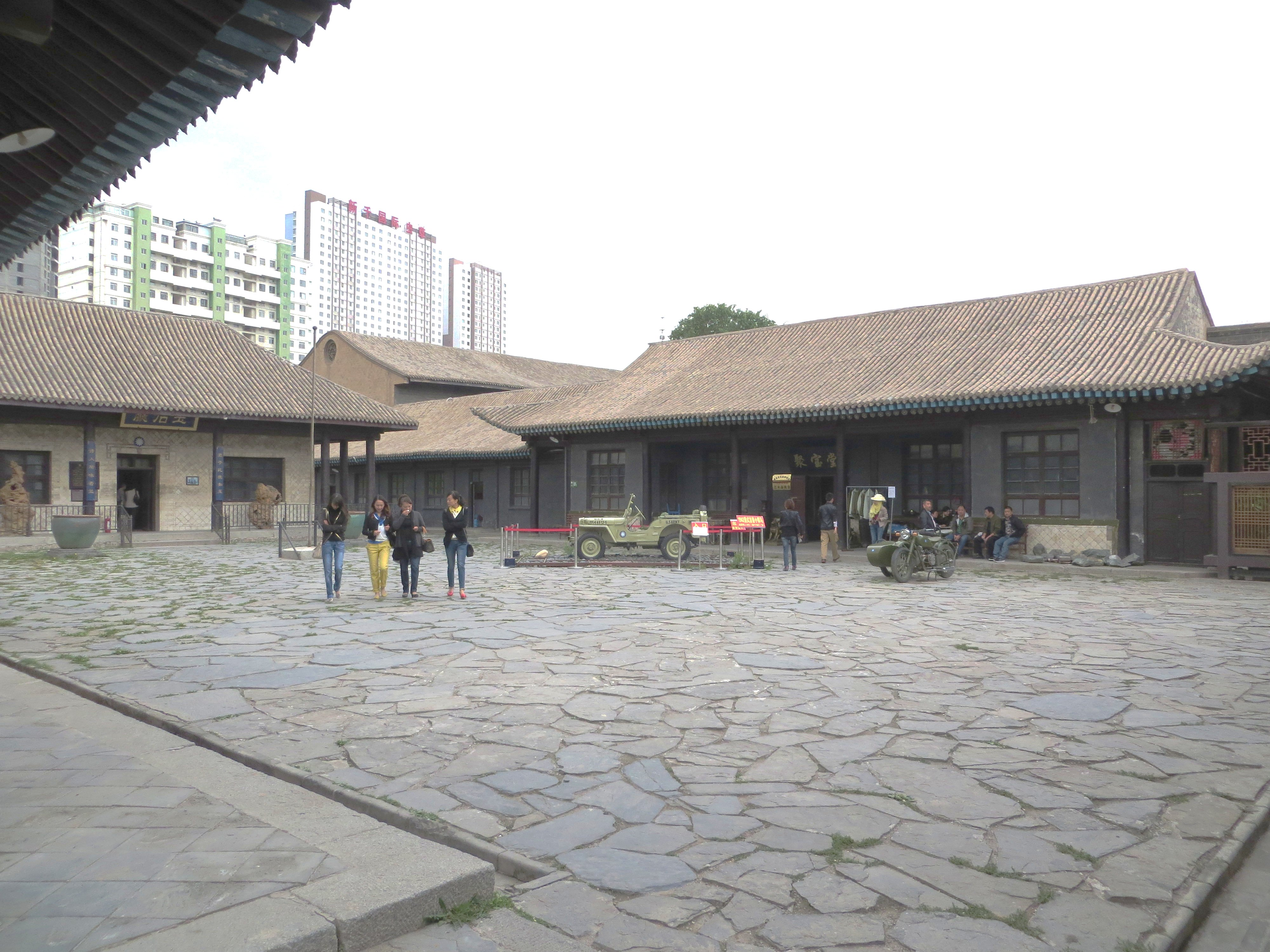
Une des quatre cours de la résidence.
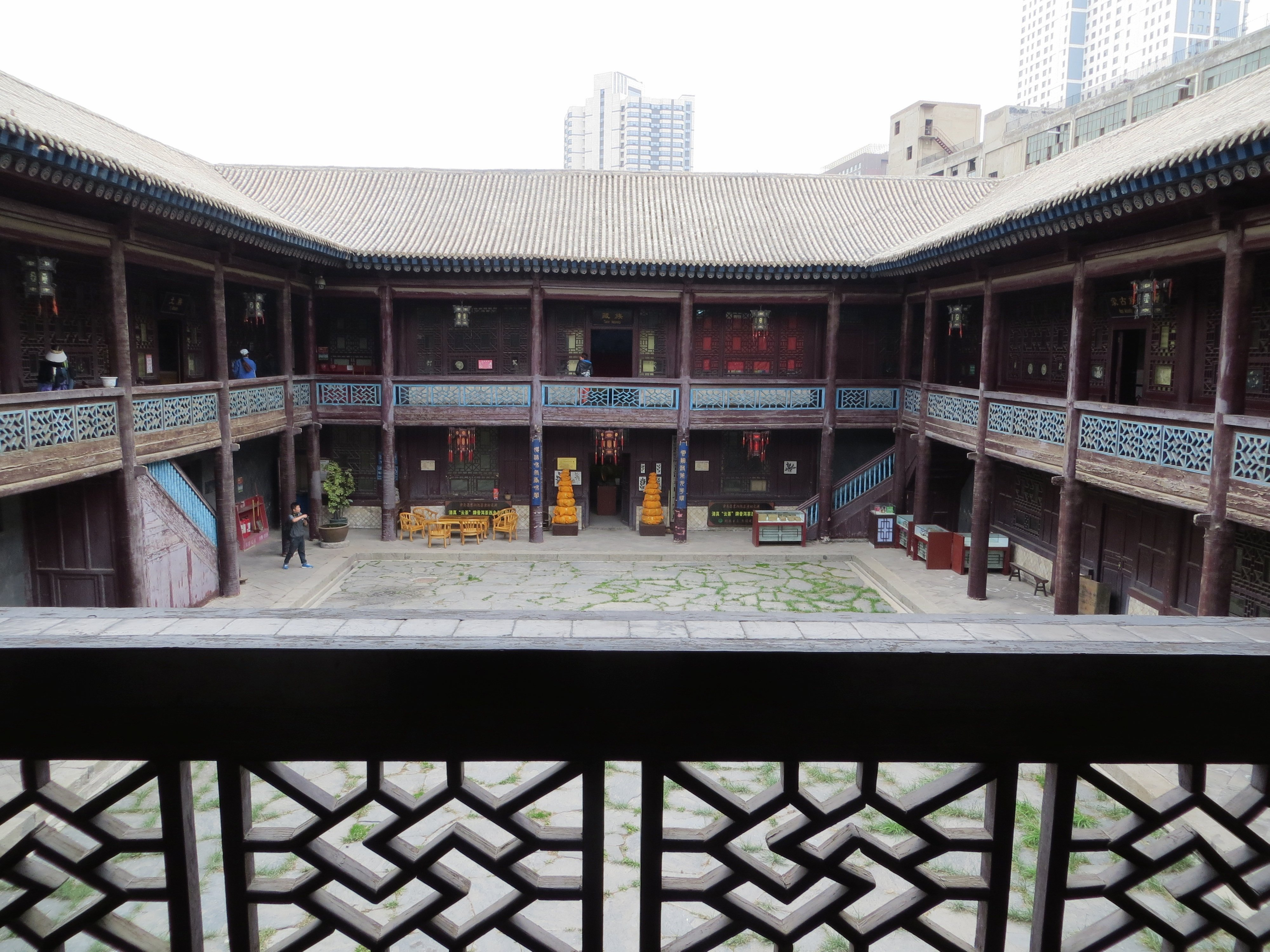
Une autre cour.
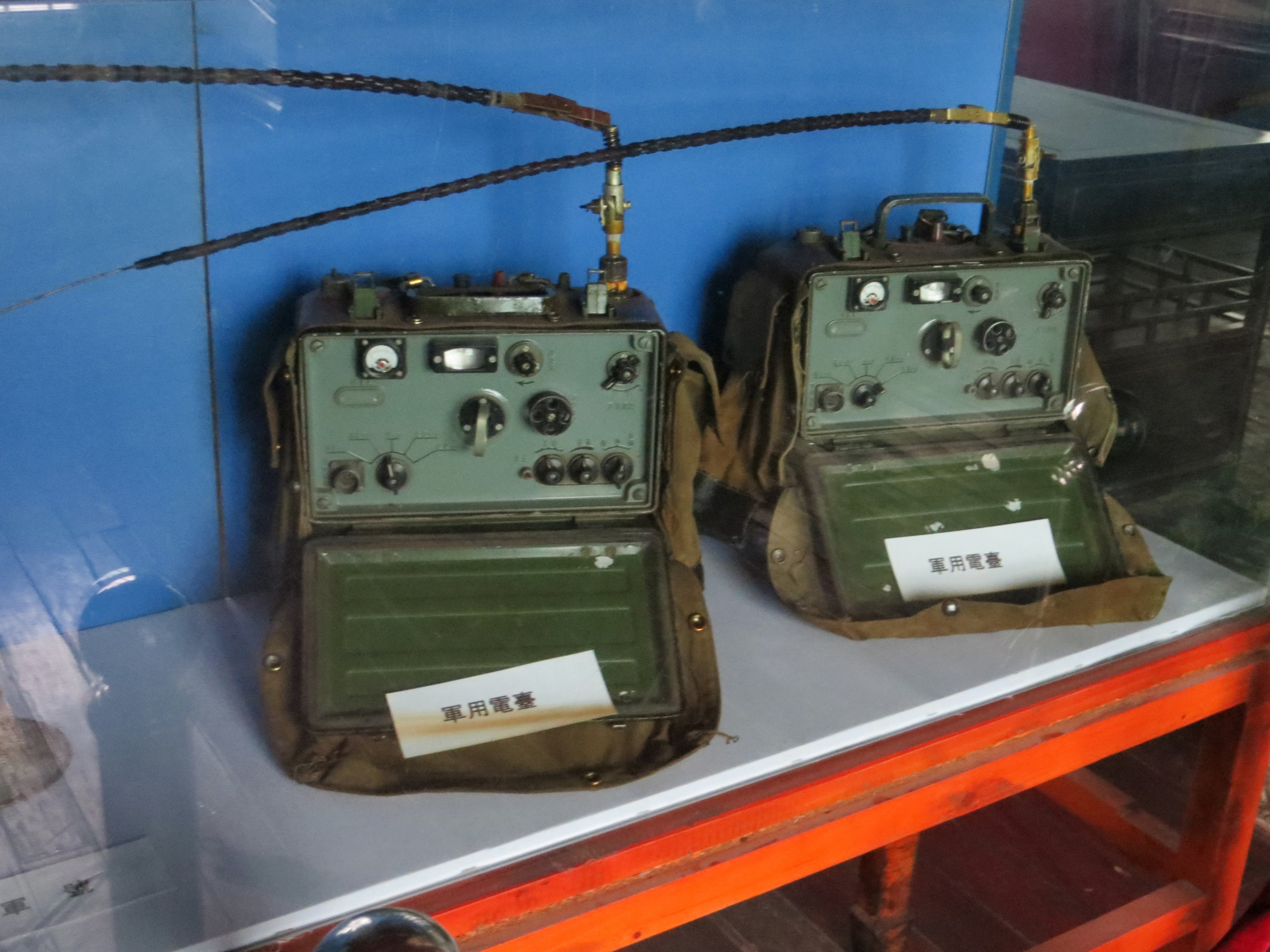
Appareils mobiles de télécommunications.
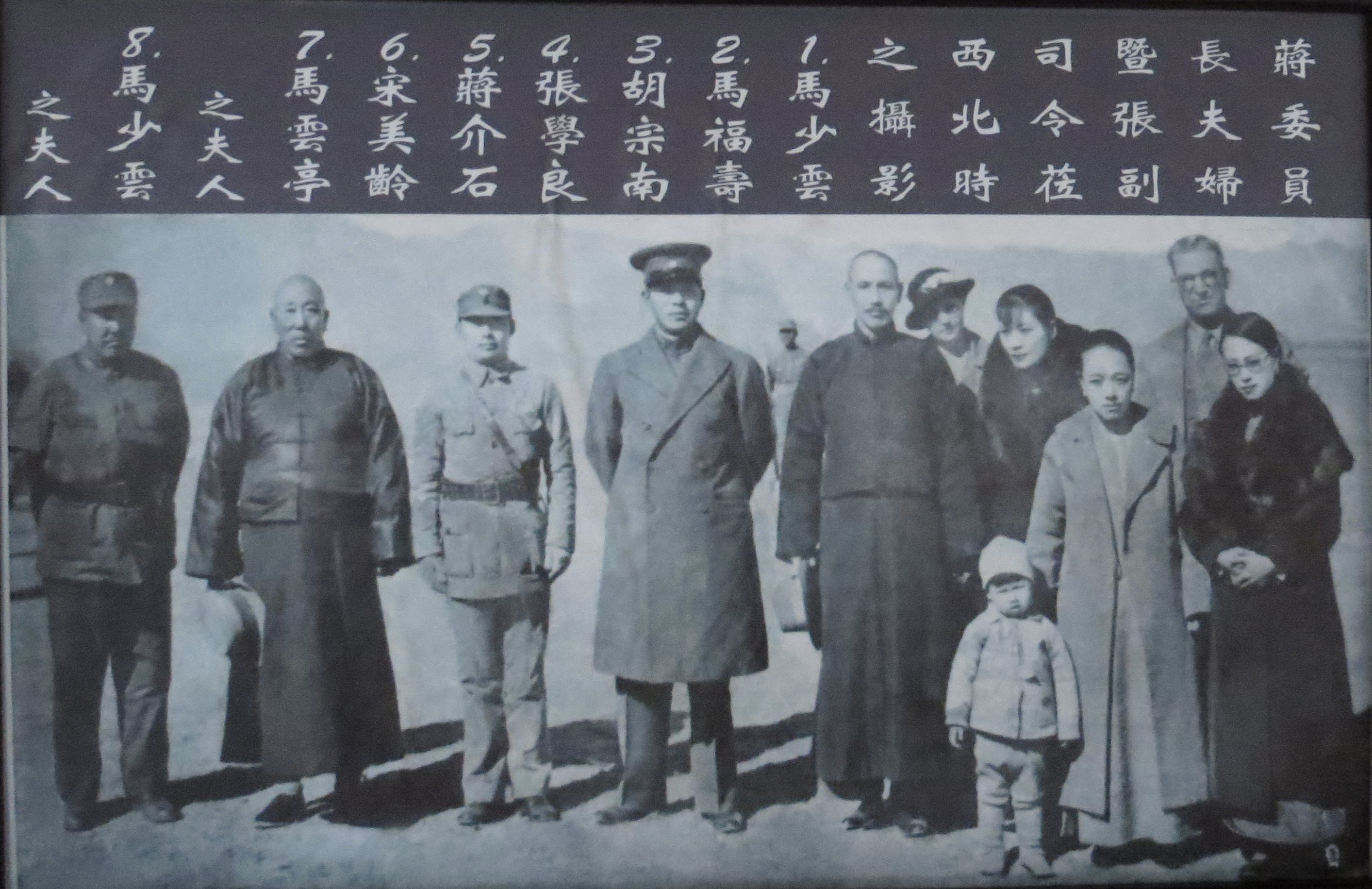
Photographie de Ma Bufang avec Jiang Jieshi (Tchang Kaï-chek).
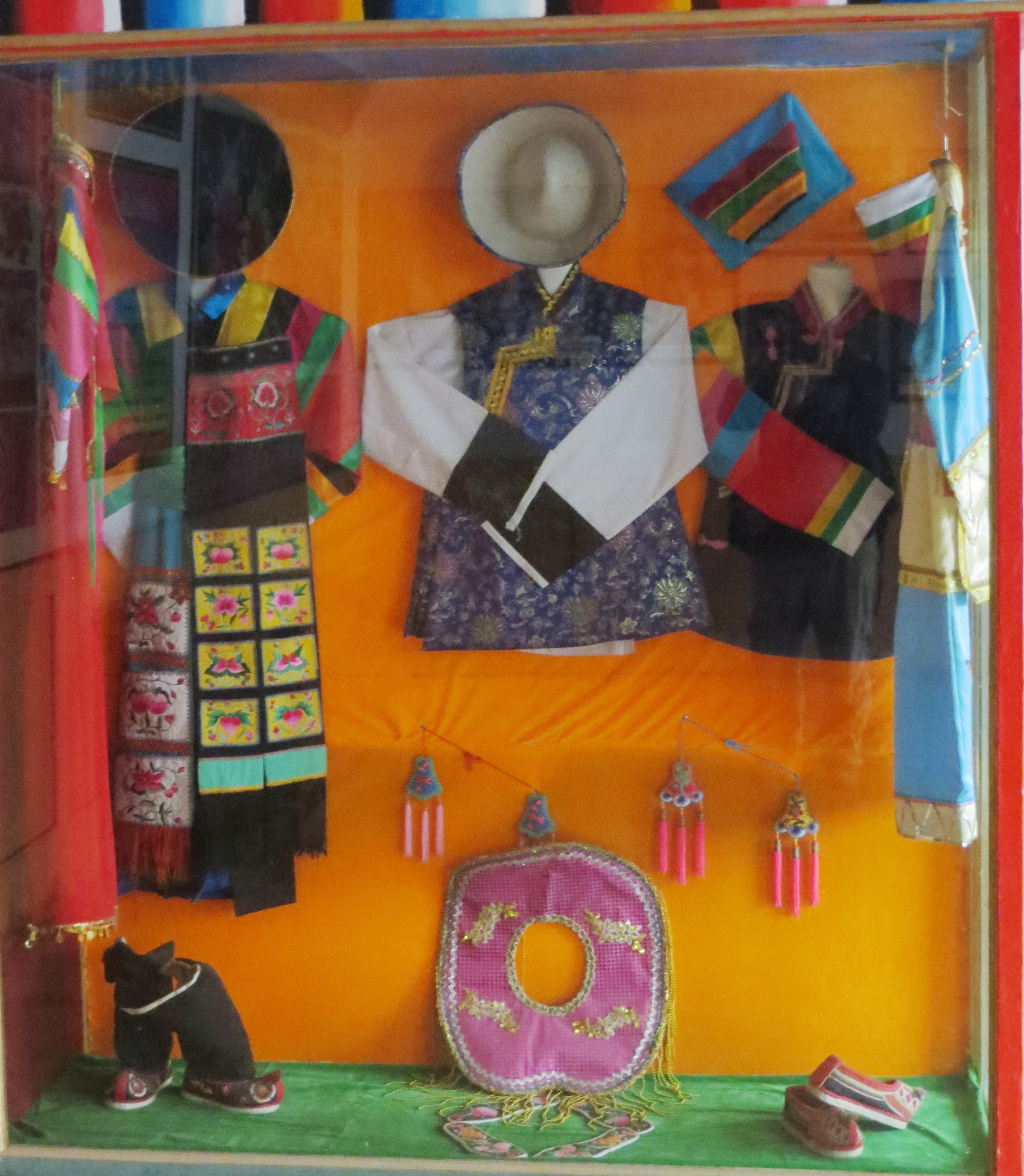
Costumes de la minorité mongole Tu dans le musée.